# Hrabstwo Franklin (Massachusetts)
Hrabstwo Franklin (ang. Franklin County) – hrabstwo w USA, w północno-zachodniej części stanu Massachusetts. W roku 2000 zamieszkiwane przez 71 535 mieszkańców. Centrum administracyjne (ang. county seat) hrabstwa mieści się w Greenfield.

## Miasta
- Ashfield
- Bernardston
- Buckland
- Charlemont
- Colrain
- Conway
- Deerfield
- Erving
- Gill
- Greenfield
- Hawley
- Heath
- Leverett
- Leyden
- Monroe
- Montague
- New Salem
- Northfield
- Orange
- Rowe
- Shelburne
- Shutesbury
- Sunderland
- Warwick
- Wendell
- Whately

## CDP
- Deerfield
- Millers Falls
- Northfield
- Orange
- Shelburne Falls
- South Deerfield
- Turners Falls